# Victor Hammer (imprenditore)
Victor Hammer (New York, 1901 – 21 luglio 1985) è stato un imprenditore statunitense, fondatore e proprietario delle famose Hammer Galleries di New York insieme al fratello maggiore Armand Hammer.
Victor ha frequentato la Princeton University, dove si è laureato nel 1921 in Storia dell'Arte.
Victor era socio in affari di suo fratello Armand Hammer in varie attività imprenditoriali,
compreso le Hammer Galleries di New York, fondate nel 1928 allo scopo di portare in America i profitti realizzati nella Russia sovietica. 
Victor era responsabile delle acquisizioni per la Hammer Galleries, compresi i cosiddetti Tesori Romanov e le Uova Fabergé.
A un certo punto, il servizio segreto britannico riteneva che le Hammer Galleries fossero una copertura per il servizio segreto sovietico.
I fratelli Hammer erano stati in contatto con le autorità sovietiche per varie ragioni, come combattere la fame oppure quando i sovietici cercavano un acquirente per i tesori dell'Ermitage allo scopo di guadagnare moneta forte.
Nel 1937, Time Magazine ha descritto Victor e Armand come "Due dei personaggi più sorprendenti del mondo dell'arte degli Stati Uniti sono i fratelli Victor e Armand Hammer, uno con una laurea in medicina, entrambi amici della Russia sovietica".
Victor Hammer era un attivo filantropo: insieme con i fratelli Harry e Armand, acquistò Campobello Island e la donò agli Stati Uniti e al Canada, come primo parco comune dei due paesi, noto come Roosevelt Campobello International Park.